# Teateråret 1869

## Årets uppsättningar

### Mars
- 10 mars – Louise Stjernströms pjäs En pröfvning har urpremiär på Dramaten i Stockholm.[1]

### April
- 21 april – Nanna Börjessons pjäs Fröken Elisabeth har urpremiär på Dramaten i Stockholm.[2]

### September
- 16 september – Nanna Börjessons pjäs Mäster Fröjd har urpremiär på Dramaten i Stockholm.[3]

### November
- 12 november – Edvard Bäckströms pjäs Evas systrar har urpremiär på Dramaten i Stockholm.[4]

## Födda
- 9 februari – Anders de Wahl (död 1956), svensk skådespelare.
- 5 mars – Helfrid Lambert (död 1954), svensk skådespelare och operettsångerska.
- 5 april – Arthur Donaldson (död 1955), svensk-amerikansk skådespelare och sångare.
- 21 april – Hauk Aabel (död 1961), norsk skådespelare.
- 23 april – Ida Schylander (död 1938), svensk skådespelare och dansös.
- 26 april – Hanna Rudahl (död 1950), svensk skådespelare.
- 30 juni – Rudolf Rittner (död 1943), tysk skådespelare och manusförfattare.
- 1 juli – August Lundmark (död 1944), svensk skådespelare.
- 7 juli – Axel Hansson (död 1911), svensk skådespelare.
- 23 augusti – Aage Colding (död 1921), dansk skådespelare.
- 26 september – Axel Hultman (död 1935), svensk skådespelare och idrottsman.
- 4 november – Sigge Wulff (död 1892), svensk varieté- och kuplettsångare.
- 22 november – Olivia Norrie (död 1945), dansk skådespelare.
- 23 november – Philipp Manning (död 1951), engelsk-tysk skådespelare.
- 30 november – Anders Bengtsson (död 1946), svensk skådespelare.
- 2 december – Edla Rothgardt (död 1961), svensk opera- och operettsångare, skådespelare.
- 19 december – Constance Gibson (död 1955), svensk skådespelare.
- 27 december – Aurélien Lugné-Poë (död 1940), fransk skådespelare och teaterregissör.

## Avlidna
- 29 november - Giulia Grisi (född 1811), italiensk operasångerska.

### Fotnoter
1. ↑  ”Dramawebben”. Arkiverad från originalet den 22 februari 2012. https://web.archive.org/web/20120222140424/http://www.dramawebben.se/pjas/en-profvning. Läst 24 mars 2011.
2. ↑  ”Dramawebben”. Arkiverad från originalet den 11 augusti 2010. https://web.archive.org/web/20100811061303/http://www.dramawebben.se/pjas/froken-elisabeth. Läst 24 mars 2011.
3. ↑  ”Dramawebben”. Arkiverad från originalet den 11 augusti 2010. https://web.archive.org/web/20100811232153/http://www.dramawebben.se/pjas/master-frojd. Läst 24 mars 2011.
4. ↑  ”Dramawebben”. Arkiverad från originalet den 14 februari 2012. https://web.archive.org/web/20120214035941/http://www.dramawebben.se/pjas/evas-systrar. Läst 5 maj 2011.